# Slawtscho Transki
Slawtscho Transki, eigentlich Slawtscho Stoimenow Sawow, (bulgarisch Славчо Трънски; * 22. Oktober 1914 in Bochowa; † 17. Oktober 1999 in Sofia) war ein bulgarischer Politiker.

## Leben
Transki trat 1938 der Bulgarischen Kommunistischen Partei bei. Während des Zweiten Weltkriegs war er Kommandeur der 1. Sofioter Partisanenbrigade, der 1. Aufständischen operativen Zone und der 1. Partisanendivision. Er absolvierte die Frunse-Militärakademie in Moskau. Von 1951 bis 1962 leitete Transki die Militärakademie G. S. Rakowski. Im Jahr 1962 wurde er Mitglied des Zentralkomitees seiner Partei und stellvertretender bulgarischer Minister für Volksverteidigung. Von 1962 bis 1968 war er darüber hinaus Chef der bulgarischen Luftstreitkräfte und Luftverteidigung.
Transki wurde als Held der Volksrepublik Bulgarien und mit dem Orden Georgi Dimitrow ausgezeichnet.

## Werke (Auswahl)
- Vor nicht langer Zeit, Memoiren, 1957
- Aus der taktik des Partisanenkampfes in Bulgarien, 1969